# Giraumon
Pour les articles homonymes, voir Bonnet.
Pour l’article ayant un titre homophone, voir Giraumont.
Cucurbita maxima, Cucurbita moschata
Espèce
Espèce
Classification phylogénétique
Giraumon (giromon, ou giraumont) est le nom donné aux Antilles et en Guyane à certaines variétés de Cucurbitaceae appartenant aux espèces Cucurbita maxima (potiron, potimarron) et Cucurbita moschata (Courge musquée) ; cette dernière espèce serait la seule présente en Guyane.

## Étymologie
Le terme dérive de jirumum, emprunté à la langue tupi qui désignait une sorte de courge cultivée dans les îles des Antilles par les Indiens caraïbes. Il est attesté dès l'an 1614 sous la forme giromon,.

## Description
Il existe de nombreuses variétés de giraumon.
Le potiron bonnet turc est, par exemple, classé parmi les giraumons. Sa partie inférieure, hémisphérique, porte une sorte de calotte à trois bosses dont elle est séparée par un liseré liégeux.
Gris ou vert, le giraumon peut aussi être bariolé de rouge, de vert et de blanc, ce qui lui donne un aspect décoratif recherché et indéniable.
Sa chair est ferme, sucrée et farineuse.

## Utilisations
Il se décline en salade, en purée (chatinis), en compote (migan) dans les potages pour les rendre plus consistants. La chair une fois cuite est très onctueuse mais quelque peu farineuse.
En Haïti, on l'utilise pour faire la fameuse soupe de l'Indépendance, le 1er janvier, date d'anniversaire de l'indépendance d'Haïti.
En Guyane et aux Antilles,  il existe un plat traditionnel appelé giraumonade fait à base de purée de giraumon.
Son écorce évidée peut être utilisée comme récipient.